# حمض ضعيف
الحمض الضعيف هو حمض يتفكك جزئياً ولا يحرر جميع أيونات الهيدروجين التي يحويها في المحلول، أي أنه لا يهب جميع البروتونات. يكون pka (دالة حاصل الإذابة للحامض) لهذه الاحماض أعلى من تلك التي للاحماض القوية والتي تحرر جميع أيونات الهيدروجين عند إذابتها في الماء.
على الرغم من أن الاحماض القوية بشكل عام تعتبر مواد أكالة إلا أن هذا الافتراض ليس صحيحاً دائماً، فحمض كاربورين الفائق (H(CHB11Cl11) أقوى من حمض الكبريتيك بمليون مرة إلا أنه ليس مادة أكالة، بينما حمض الهيدروفلوريك الضعيف (HF) يعتبر مادة أكالة شديدة القوة ويمكنه إذابة الزجاج والمعادن عدا معدن الإريديوم.

## الشرح
لا تتأين الاحماض الضعيفة في محاليلها بشكل كامل، أي أنه إذا مثلت الصيغة العامة للحامض بـ HA، فإن المحلول المائي للحامض سيحتوي على كمية لا يمكن إهمالها من HA غير المتفكك.
يتفكك الحامض الضعيف في الماء حسب المعادلة:
{\displaystyle \mathrm {HA_{(aq)}\,\leftrightarrow \,H^{+}\,_{(aq)}+\,A^{-}\,_{(aq)}} .}
ترتبط تراكيز المواد المتفاعلة والناتجة عند نقطة الاتزان بعضها ببعض عن طريق ثابت حاصل الإذابة كح Ka:
{\displaystyle \mathrm {K_{a}\,=\,{\frac {[H^{+}\,][A^{-}\,]}{[HA]}}} }
كلما ازدادت قيمة كح تزداد عملية تكوين أيون الهيدروجين H+ وتقل الدالة الحامضية أس هيدروجيني للمحلول. تترواح قيمة كح للاحماض الضعيفة بين 1.8×10−16 و 55.5.
اوالاحماض التي يكون كح لها أقل من 1.8×10−16 تكون أضعف من الماء.

## أمثلة
إن أغلبية الاحماض المتوفرة تعتبر احماض ضعيفة، كما أن غالبية الاحماض الضعيفة احماض عضوية ومع ذلك فإن هنالك بعض الاحماض المعدنية الضعيفة.
- حمض الخل CH3COOH
- حمض الليمون C6H8O7
- حمض البوريك H3BO3
- حمض الفوسفوريك H3PO4
- حمض الهيدروفلوريك HF

## وصلات خارجية
- UC Berkeley video lecture محاضرة مصورة عن الحوامض والقلويات الضعيفة